# Akodon spegazzinii
Akodon spegazzinii är en däggdjursart som beskrevs av Thomas 1897. Akodon spegazzinii ingår i släktet fältmöss, och familjen hamsterartade gnagare. IUCN kategoriserar arten globalt som livskraftig. Inga underarter finns listade i Catalogue of Life.
Artepitetet i det vetenskapliga namnet hedrar den argentinska naturforskaren Carlos Luigi Spegazzini.
Denna fältmus förekommer i norra Argentina. Den vistas där vid Andernas östra sluttningar mellan 400 och 3600 meter över havet. Habitatet utgörs av gräsmarker och olika slags skogar (Yungas).